# Hans Nielsen Hauge

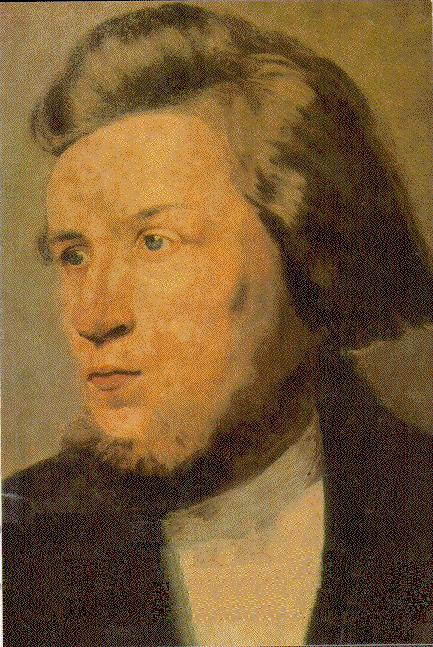
Porträt des Hans Nielsen Hauge um 1800

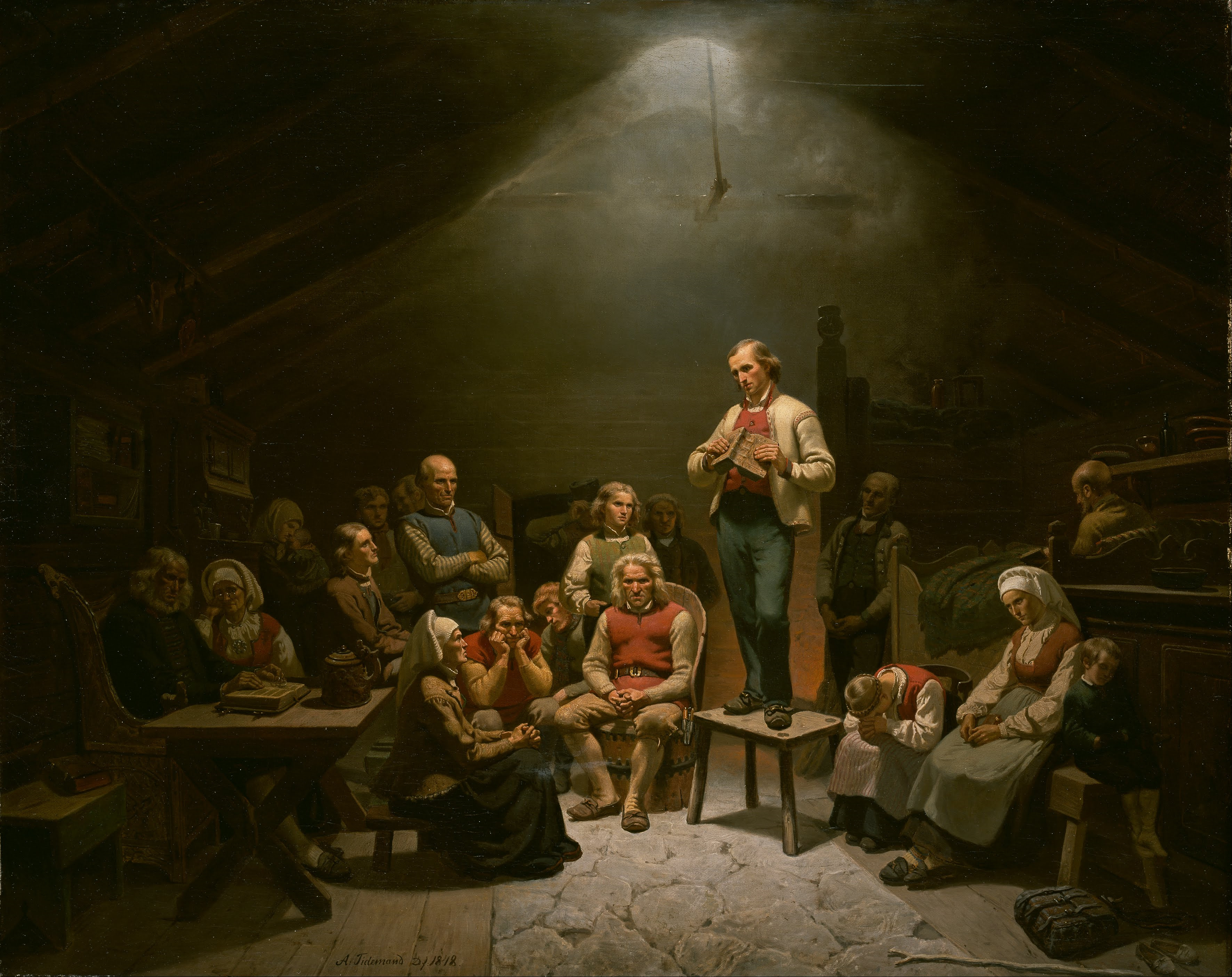
Adolph Tidemand: Haugianere (1848)

Hans Nielsen Hauge (* 3. April 1771 in Tune, Østfold, nahe Fredrikstad, Norwegen; † 29. März 1824 bei Oslo) war ein norwegischer Laienprediger und Stifter der Haugianer, einer evangelischen Erweckungsbewegung, die großen religiösen, sozialen und wirtschaftlichen Einfluss auf die norwegische Landbevölkerung im 19. und frühen 20. Jahrhundert hatte. In seinen 18 Jahren als Prediger schrieb und veröffentlichte er 33 Bücher. Durch seine Tätigkeit als Laienprediger prägte er den norwegischen Pietismus bis heute.

## Leben

### Jugend
Hans Nielsen Hauge war ein Bauernjunge aus Rolvsøy bei Fredrikstad. Seine Eltern waren Niels Mikkelsen Evenrød und Maria Olsdatter Hauge. Sein Nachname Hauge ist eigentlich der Name des Hofes seiner mütterlichen Familie, den seine Eltern bewirtschafteten. Zusammen mit zehn Brüdern und fünf Schwestern wuchs er in einer von tiefer pietistischer Frömmigkeit geprägten Familie auf. Im Haushalt der Eltern befanden sich neben der Bibel unter anderem Der kleine Katechismus von Martin Luther und Schriften von lutherischen Pietisten. Schulunterricht erhielt Hauge nur von wandernden Lehrern, die sich für einige Wochen im Dorf aufhielten. Er besaß also keine höhere Bildung, las aber schon als Kind regelmäßig in der Bibel und beschäftigte sich mit religiösen Fragen. Nach der Konfirmation half er in der Landwirtschaft, beschäftigte sich mit verschiedenen Handwerken und probierte dabei neue Techniken aus.
Der Pastor seiner Heimatgemeinde Tune, der Herrnhuter Gerhard Seeberg, erkannte Hauges Bildungseifer und erlaubte ihm, seine Bibliothek zu nutzen. Seebergs religiöse Strenge, sein  moralischer Rigorismus und seine Abneigung gegen den auch in der norwegischen Staatskirche verbreiteten theologischen Rationalismus beeindruckten und prägten Hauge.   In der Gemeinde war der Pastor jedoch nicht beliebt, weil er seinen Gemeindegliedern nachspionierte, wegen angeblicher Vergehen vom Abendmahl ausschloss und sie mit willkürlichen Abgabenforderungen überzog. Sie beschwerten sich deshalb 1786 bei der Regierung. Seeberg wurde suspendiert und nach Abschluss der Untersuchungen 1795 entlassen. Er behauptete jedoch, unschuldig zu sein, und stellte seine Verurteilung mit Christi Passion gleich. Hauge war durch Seebergs Verlogenheit tief getroffen, wurde gleichzeitig aber zu weiterer Beschäftigung mit der Bibel angeregt.

### Erweckungserlebnis und erste Schriften
Am 5. April 1796 erlebte Hauge seine Erweckung. Er fühlte sich berufen, die Botschaft der Errettung des sündigen Menschen durch Jesus Christus und die geistliche Wiedergeburt durch den Heiligen Geist zu verkündigen und die Menschen so die Möglichkeit zu Bekehrung und zur Rettung vor dem Jüngsten Gericht zu geben. In den nächsten Wochen sprach Hauge vor allem vor seinen Nachbarn, unter denen es in den folgenden Monaten zu einer Erweckungsbewegung kam.
Im Sommer desselben Jahres verfasste Hauge seine erste Schrift, Betragtning over Verdens Daarlighed (Betrachtung über die Torheit der Welt). Darin warf er den Pastoren der Staatskirche vor, sich nicht genug um das Seelenheil der ihnen anvertrauten Gemeinden zu kümmern. Im Herbst folgte das zweite BuchForsøg til en Afhandling om Guds Viisdom (Versuch einer Abhandlung über Gottes Weisheit), eine Zusammenfassung der christlichen Glaubenslehre. Darin rechtfertigte Hauge sich dafür, als Unstudierter zu predigen: Auch die Apostel seien Laien gewesen. Dank der 1770 im dänischen Gesamtstaat von Johann Friedrich Struensee erlassenen Pressefreiheit konnte er die Schriften drucken lassen, obwohl er darin harte Kritik an den Pastoren der Staatskirche übte. In den Jahren bis 1800 veröffentlichte Hauge in schneller Folge acht weitere Bücher, die jeweils mehrere Auflagen erreichten. 1798 gab er das Buch von der geistlichen (oder: geistigen) Armut heraus, die fälschlich dem mittelalterlichen Mystiker Johannes Tauler zugeschrieben wurde. Innerhalb kürzester Zeit wurde er der am meisten gelesene Autor in Norwegen. Der Wunsch, seine Schriften lesen zu können, förderte die Alphabetisierung in der norwegischen Landbevölkerung.

### Wanderprediger
Im Frühjahr 1797 begann Hauge als Wanderprediger durch Norwegen zu ziehen. Er durchwanderte in den Jahren 1797 bis 1804 fast ganz Norwegen und auch Dänemark zu Fuß. Insgesamt legte er in acht Jahren rund 15.000 km zurück. Auf den Höfen, wo ihm Einlass geboten wurde, half er etwas mit und sammelte die Hofbewohner und Nachbarn anschließend zur Andacht. Teilweise hielt er vier Andachten pro Tag. Dort, wo sich durch seine Tätigkeit ein Kreis von Anhängern bildete, suchte er eine geeignete Leitungspersönlichkeit, Mann oder Frau, aus, die die Verantwortung für den Freundeskreis trug und dessen Versammlungen leitete. Bald gingen seine Anhänger auch selbst auf Predigtreisen.
Die 1741 von König Christian VI. erlassene Konventikel-Verordnung, das sogenannte Konventikel-Plakat, untersagte jedoch derartige religiöse, als Konventikel bezeichnete Zusammenkünfte und die Laienpredigt. Ein weiteres Gesetz schränkte die Reisefreiheit der einfachen Bevölkerung ein. Hauge versuchte der Konfrontation mit dem Gesetz vorzubeugen, indem er immer eine Reiseerlaubnis bei sich führte und überall als erstes den Kontakt zu dem Ortspastoren suchte. Trotzdem geriet er in Konflikt mit dem Kirchenregiment und den Behörden. Er wurde insgesamt zehnmal verhaftet – erstmals schon 1797. Vor allem im Kreise der staatskirchlichen Geistlichkeit, aber auch unter der der Aufklärung zugeneigten Bürgerschaft stieß Hauge auf Ablehnung. Mehreren seiner Verhaftungen gingen von Pastoren oder höheren Geistlichen aus, die ihn an seiner Tätigkeit hindern wollten. Dabei lauteten die Anklagen nicht nur auf Verletzung des Konventikel-Plakats, sondern auch auf Zauberei und Ehebruch. Oft war wohl auch Neid der weniger erfolgreichen Ortspastoren im Spiel. Als Reaktion auf die Verhaftungen, denen anfangs nur kurzfristige Gefängnisaufenthalte folgte, verfasste er mehrere Verteidigungsschriften. Er setzte seine Predigtreisen jedoch immer wieder fort. Vielerorts wurde er von Menschen willkommen geheißen, die sich schon durch die Lektüre seiner Schriften bekehrt hatten. Teilweise erfuhr er auch Unterstützung von der Obrigkeit. So erklärte Bischof Johan Nordahl Brun von Bergen, dass die Pressefreiheit auch erlaube, dasselbe auch mündlich vorzutragen, solange daraus keine Rebellion entstehe, was von Hauges schlichtem Christentum nicht zu erwarten sei.
Hauge war ein charismatischer Prediger. Seine Botschaft war streng in der Erwähnung der Sünde und ihrer Folgen, aber warm und tief in der Beschreibung der Gemeinschaft mit Gott. Er war persönlich und direkt, als er das Individuum herausforderte, eine Entscheidung zu treffen und sich einem gottgefälligen Leben zuzuwenden. Er sprach aber nicht nur über religiöse Themen, sondern auch über Möglichkeiten zur Verbesserung der Landwirtschaft und der allgemeinen Lebensbedingungen der größtenteils sehr armen norwegischen Landbevölkerung. Ökonomischen Erfolg sah er als Zeichen von Gottes Gnade, deshalb ermutigte er einige Bauern zur Gründung von Kolonien in bis dahin unbesiedelten Teilen von Troms, u. a. in Balsfjord. 1800 reiste Hauge nach Kopenhagen, um dort seine Reformvorschläge vorzustellen. Seine Hoffnung auf Kontakte zu den führenden Regierungsschichten erfüllten sich nicht. Er nutzte aber die Möglichkeit, sich Industriebetriebe in der Nähe der Hauptstadt anzusehen. Zurück in Norwegen etablierte er ab 1801 diverse Unternehmen, unter anderem einen Kornhandel in Bergen, Mühlen, kleine Industriebetriebe wie Ziegeleien, Papierfabriken und eine Druckerei und eine Zeitung in Kristiansand. Dabei nutzte er auch die Wasserkraft eines Wasserfalls aus. Die von ihm ins Leben gerufene Spinnerei in Drammen ist heute noch in Betrieb. Diese Betriebe wurden von von ihm ausgesuchten Fachkräften unter seinen Anhängern geführt; Hauge besuchte sie, wenn er auf seinen Predigtreisen vorbei kam. Mit Erträgen aus diesen Unternehmen finanzierte er seine eigene Predigttätigkeit und die seiner ihm Anhänger.

### Haft

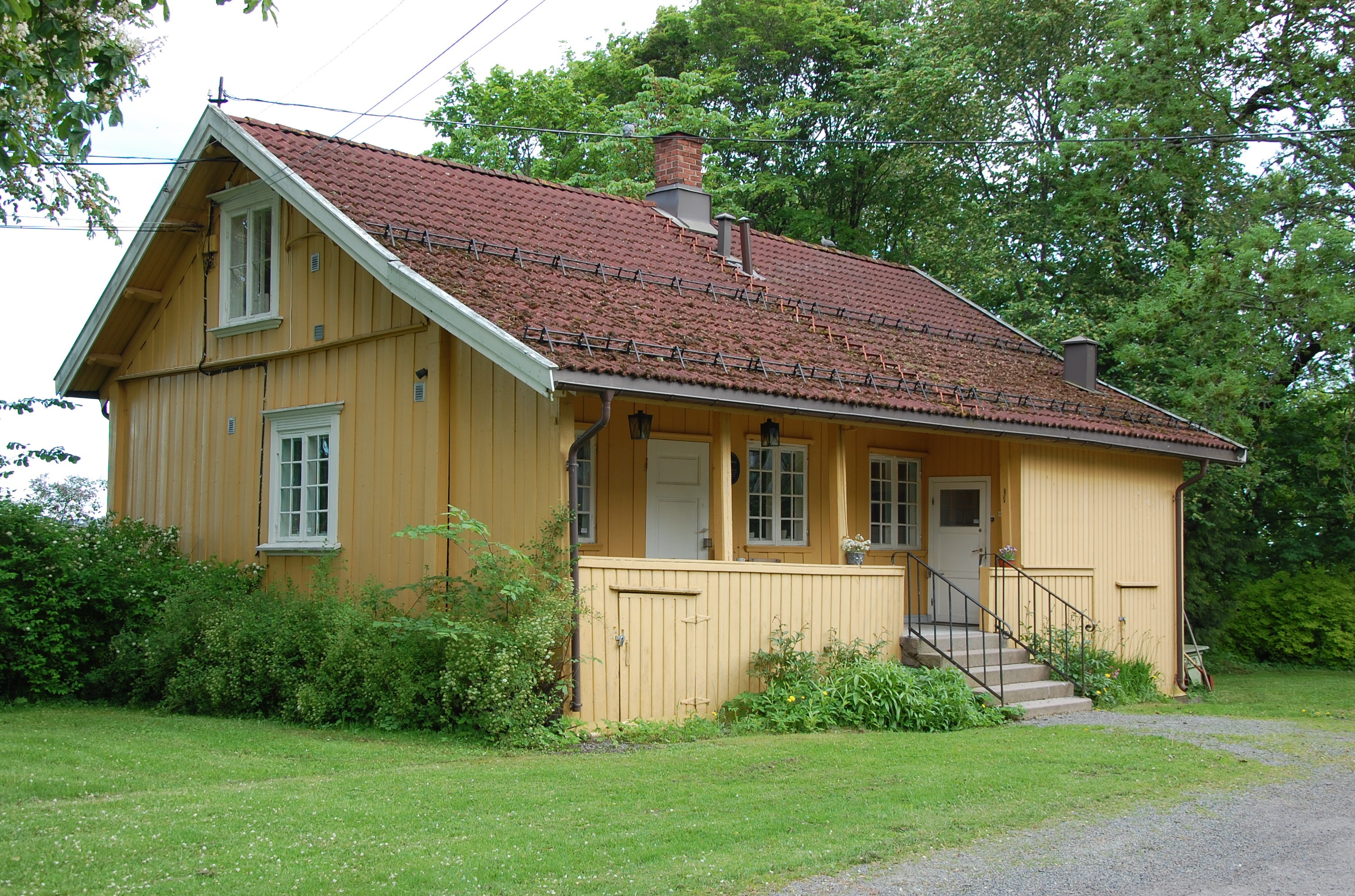
Hauges Wohnhaus im Gut Bakkehaugen

1804 wurde Hauge angeklagt, die Staatsgewalt durch seine unerlaubte Predigttätigkeit zu untergraben. Er wurde in Christiania (Oslo) in eine enge, feuchte Zelle eingesperrt und befand sich drei Jahre in Isolationshaft. Lesen und Schreiben wurde ihm jahrelang verboten. Als es 1809 zu einer Hungersnot kam, erinnerte man sich an seine wirtschaftlichen Erfolge. Hauge wurde beauftragt, die Anlage von Salzbergwerken zu organisieren, da infolge der Napoleonischen Kriegen nicht mehr genug Salz aus der Lüneburger Saline und anderen Produktionsstätten in Deutschland nach Norwegen gelangte, um Fisch und Fleisch zu konservieren. In den folgenden Jahren organisierte Hauge, obwohl offiziell Gefangener, die Armenversorgung in Christiania. Ab 1811 lebte er auf einem Gut nahe der Hauptstadt, das sein Bruder für ihn gekauft hatte, im Hausarrest. Endgültig freigelassen wurde er aber erst zu Weihnachten 1814 gegen eine Strafzahlung von 1000 Reichstalern an den Armenfond. Die Verhandlungen gegen ihn waren der am längsten laufende Fall in der norwegischen Geschichte, bei dem über 600 Zeugen gehört wurden.
Während seiner Zeit im Gefängnis ereigneten sich große politische Umwälzungen in Norwegen. In den Napoleonischen Kriegen wurde Dänemarks Macht stark geschwächt, während Schweden erstarkte. Im Kieler Frieden vom 14. Januar 1814 wurde König Frederik VI. gezwungen, Norwegen an Schweden abzutreten. Christian Frederik, der Sohn des Erbprinzen Frederik von Dänemark und dänischer Statthalter, berief am 16. Februar 1814 21 führende Männer der norwegischen Politik nach Eidsvoll ein, die die am 17. Mai 1814 erlassene Verfassung von Eidsvoll erarbeiteten. Darunter waren auch vier Haugianer. Auch nachdem Norwegen seine erhoffte Selbständigkeit an Schweden verloren hatte, waren Haugianer im Storting vertreten.

### Späteres Leben und Tod
Nach seinem Freispruch 1814 nahm Hauge die Reisetätigkeit nicht wieder auf. Er blieb auf Gut Bakkehaugen wohnen und heiratete seine Haushälterin Andrea Andersdatter Nyhus. Dort empfing er Besuche, predigte und verfasste mehrere Schriften, darunter 1816 seiner Autobiographie Beskrivelse over Hans Nielsen Hauges Reiser, vigtigste Hendelser og Tildragelser (Beschreibung von Hans Nielsen Hauges Reisen, wichtigsten Geschäften und Vorkommnissen). Andrea starb schon Ende 1815 bei der Geburt des Sohnes Andreas, des einzigen seiner Kinder, das erwachsen wurde. Nach dem Tod seiner ersten Frau heiratete Hauge 1817 Ingeborg Marie Olsdatter; die Kinder dieser Ehe überlebten die Kindheit nicht.

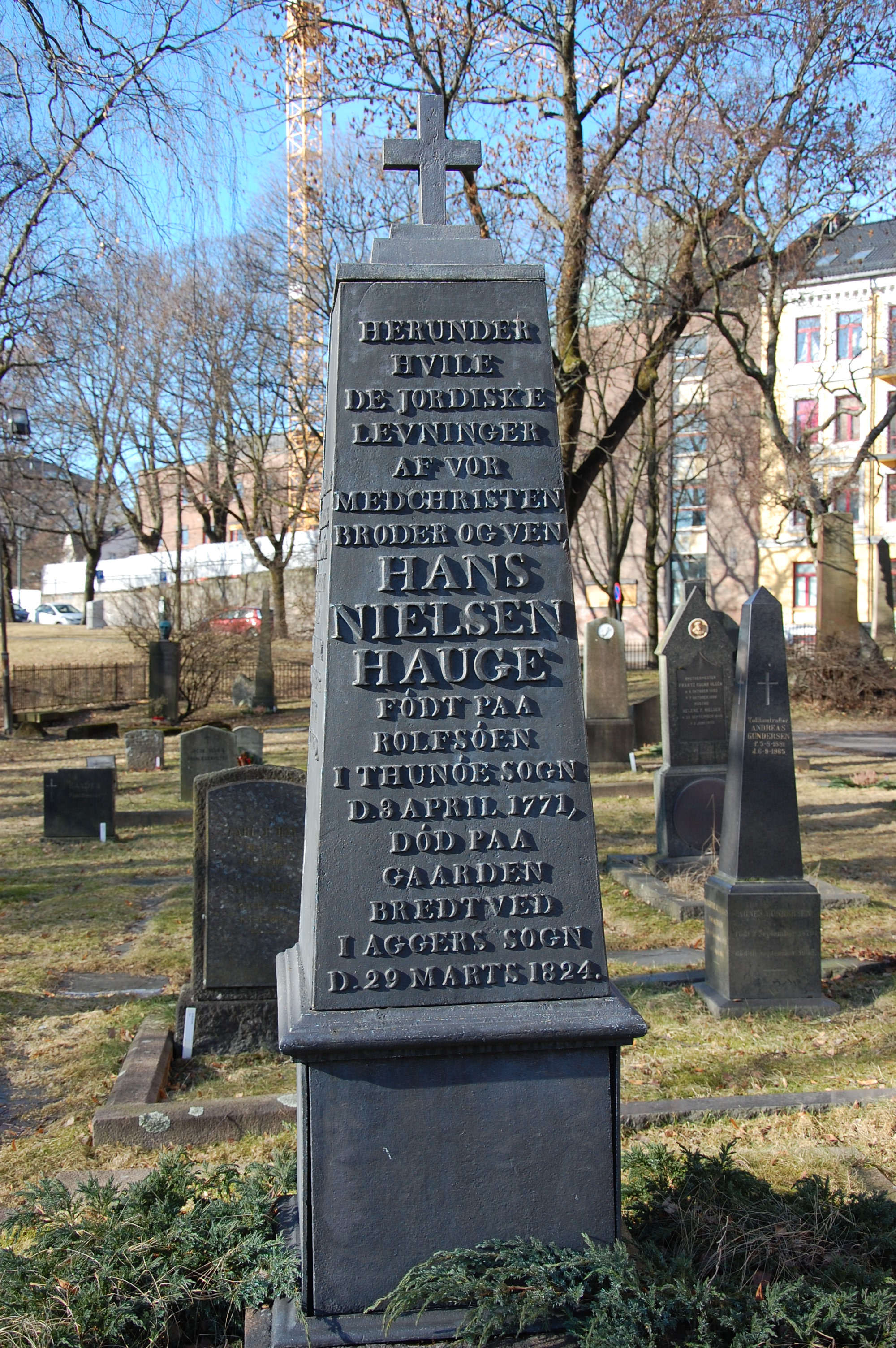
Hauges Grabstein auf dem Gamle Aker kirkegård in Oslo.

In seinen letzten Lebensjahren gewann Hauge auch Zuspruch seitens der offiziellen Kirche und der Politik. Nachdem es sich herumgesprochen hatte, dass in Kommunen, in denen Haugianer lebten, der Alkoholmissbrauch zurückging und die Erträge wuchsen, suchten ihn Ökonomen auf, um sich von ihm über wirtschaftliche Verbesserungen informieren zu lassen. Später kaufte er Gut Bredtvedt in Groruddalen bei Oslo. Dort starb er 1824, kurz vor seinem 53. Geburtstag, an den Folgen der Haft. Er wurde auf dem Friedhof der Gamle Aker kirke in Oslo begraben.

### Nachkommen
Sein Sohn Andreas Hauge (1815–1892) wurde von seiner Stiefmutter aufgezogen. Er wurde Sekretär der 1842 gegründeten Norwegischen Missionsgesellschaft, Pastor und ab 1868 Propst in Skien. Er dichtete Gesangbuchlieder und gab mehrere Gesangbücher heraus. Ab 1865 war er für eine Legislaturperiode Mitglied im norwegischen Parlament. 1875 erhielt er den Sankt-Olav-Orden.
Auch sein Sohn Hans Nilsen Hauge (1853–1931) wurde Pastor und Parlamentsabgeordneter (1895 und 1898). 1903–1905 war er Minister für Bildung und Kirche im letzten Norwegischen Parlament vor der Trennung der Personalunion mit Schweden und der Unabhängigkeit Norwegens.

## Wirken und Nachleben
Theologisch blieb Hauge ganz im Rahmen des lutherischen Pietismus, wie er im Katechismus von Erik Pontoppidan, dem wichtigsten Schulbuch im dänischen Gesamtstaat, zusammengefasst ist. Hauge verstand seine Berufung als individuellen Aufruf an den einzelnen Menschen. Das ganze Leben sollte unter der Kontrolle des Heiligen Geistes stehen und die äußere Lebensführung sich dabei an den moralischen Regeln der Bibel orientieren.
Seine Lehre verbreitete sich durch seine unermüdliche Predigttätigkeit, die Bildung von Freundeskreisen, mit denen er durch Briefe in Kontakt blieb, vor allem aber durch seine Schriften. Es ist davon auszugehen, dass allein in den Jahren 1797–1801 100.000 Menschen seine Bücher lasen, ein Neuntel der Gesamtbevölkerung Norwegens. Sein Werk umfasst insgesamt 33 Bücher, neben theologischen Abhandlungen auch Predigtsammlungen und ein 1799 veröffentlichtes Gesangbuch für die Versammlungen der Haugianer. Daneben sind rund 500 Briefe erhalten geblieben.
Die durch ihn ins Leben gerufene Bewegung der Haugianer verbreitete sich innerhalb der lutherischen Kirchen in Norwegen und Dänemark, schwerpunktmäßig in ländlichen Regionen und den ärmeren sozialen Schichten. Die einzelnen Freundeskreise waren untereinander verbunden, tauschten sich in religiösen Fragen aus und halfen einander in wirtschaftlicher Not. Hauge ermutigte seine Anhänger schon bald, selbst auf Predigtreisen zu gehen, seine Bücher zu verkaufen und selbst Traktate zu verfassen. Innerhalb der Bewegung sollten sozialen Unterschiede keine Rolle spielen und Frauen und Männer gleichberechtigt sein.
Die Haugianische Erweckungsbewegung war die erste vom Staat unabhängige Volksbewegung in Norwegen. Neben den religiösen Inhalten hatte sie vor allem zu einem Aufschwung der Landwirtschaft zur Folge, was noch zu Hauges Lebzeiten anerkannt wurde. Durch Hauges Vorbild ermutigt wagten auch andere die Einführung moderner Techniken und die Gründung kleiner Fabriken. Der Alkoholmissbrauch ging deutlich zurück. Auch die Bildung machte dank seines Einflusses Fortschritte: Die Alphabetisierung im Volk nahm zu. 1812 gründete Hauges Anhänger Christopher Grøndahl den ersten norwegischen Verlag. Hauge selbst beteiligte sich finanziell an der Gründung der Osloer Universität 1813. Trotzdem blieb die Bewegung lange am Rande der Illegalität. Erst 1842 erreichten seine Nachfolger Hauges völlige Rehabilitierung und die Befreiung von dem Konventikel-Plakat, die ihnen ermöglichte, legal zu reisen und Versammlungen abzuhalten. Erst dann kam es zu Annäherung an die Staatskirche.
Trotz seiner Kritik an vielen Pastoren und in seinen Augen falschen Lehren der Staatskirche wandte Hauge sich nicht von ihr ab und hielt auch seine Anhänger dazu an, in der Kirche zu blieben. Auf seinen Reisen besuchte er sonntags die örtliche Kirche. Nach der Aufhebung des Konventikel-Plakats engagierten die Haugianer sich gemeinsam mit der Norwegischen Kirche in der Inneren Mission und in der Auslandsmission. 1842 wurde die Norwegische Missionsgesellschaft gegründet, für die Hauges Sohn jahrelang tätig war, u. a. durch die Herausgabe der Zeitschrift Norsk Missionstidende.
2005 wurde das Hauge-Institut gegründet, das Hauges ethische Gedanken, seinen Erfindungsreichtum und seine Organisationsformen als Inspiration für die moderne Wirtschaft entdecken will.
An der Kreuzkirche in Bergen, deren Gemeinde er zeitweise angehörte, befindet sich ein an ihn erinnerndes Relief.

## Gedenktag
- Evangelische Kirche in Deutschland: 29. März im Evangelischen Namenkalender[13]
- Evangelisch-Lutherische Kirche in Amerika: 29. März[14]